# Thelypteris eriosora
Thelypteris eriosora är en kärrbräkenväxtart som först beskrevs av Fée, och fick sitt nu gällande namn av Ponce. Thelypteris eriosora ingår i släktet Thelypteris och familjen Thelypteridaceae. Inga underarter finns listade.